# Mattihal, Basavana Bagevadi
Mattihal là một làng thuộc tehsil Basavana Bagevadi, huyện Bijapur, bang Karnataka, Ấn Độ.